# 蒙绍韦
蒙绍韦（法語：Montchauvet，法語發音：[mɔ̃ʃovɛ] ⓘ）是法国伊夫林省的一个市镇，属于芒特拉若利区。

## 地理
蒙绍韦（48°53'29"N, 1°37'47"E）面积7.98 平方千米，位于法国法蘭西島大區伊夫林省，该省份为法国北部内陆省份，北起瓦兹河谷省，西接厄尔省，西南接厄尔-卢瓦省，东南接埃松省，东临上塞纳省。
与蒙绍韦接壤的市镇（或旧市镇、城区）包括：班维利耶、锡夫里拉福雷、库尔让、米尔桑、蒂伊。

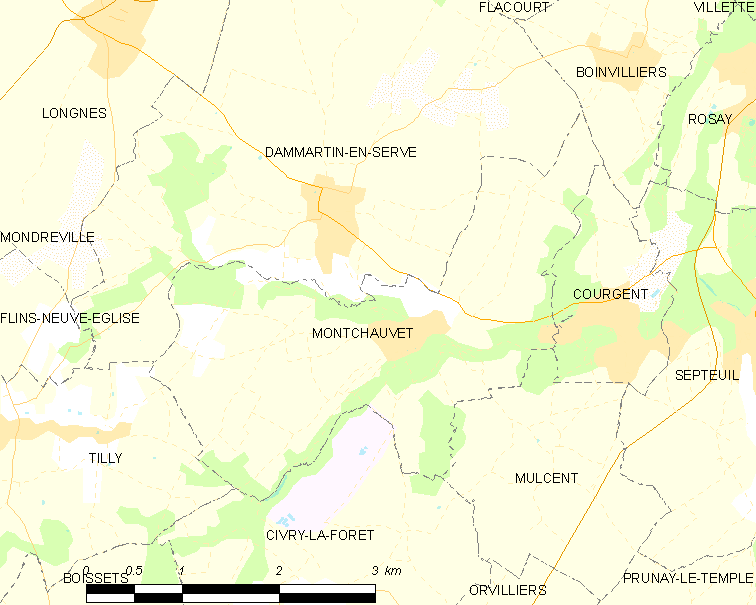
蒙绍韦的OSM定位图

蒙绍韦的时区为UTC+01:00、UTC+02:00（夏令时）。

## 行政
蒙绍韦的邮政编码为78790，INSEE市镇编码为78417。

## 政治
蒙绍韦所属的省级选区为塞纳河畔博尼耶尔县。

## 人口

1962-2008年间蒙绍韦人口变化图示

蒙绍韦于2022年1月1日时的人口数量为285人。